# Thun (Švýcarsko)
Thun (francouzsky Thoune) je město ve Švýcarsku a zároveň hlavní město stejnojmenného okresu v kantonu Bern. Žije zde přibližně 44 tisíc obyvatel.
Thun je známý jako brána do oblasti Berner Oberland. Město leží u výtoku řeky Aary z Thunského jezera (Thunersee). Thun je sídlem největší posádky švýcarské armády a jedenáctým největším městem Švýcarska. Aglomerace Thunu má přibližně 80 000 obyvatel.

## Geografie

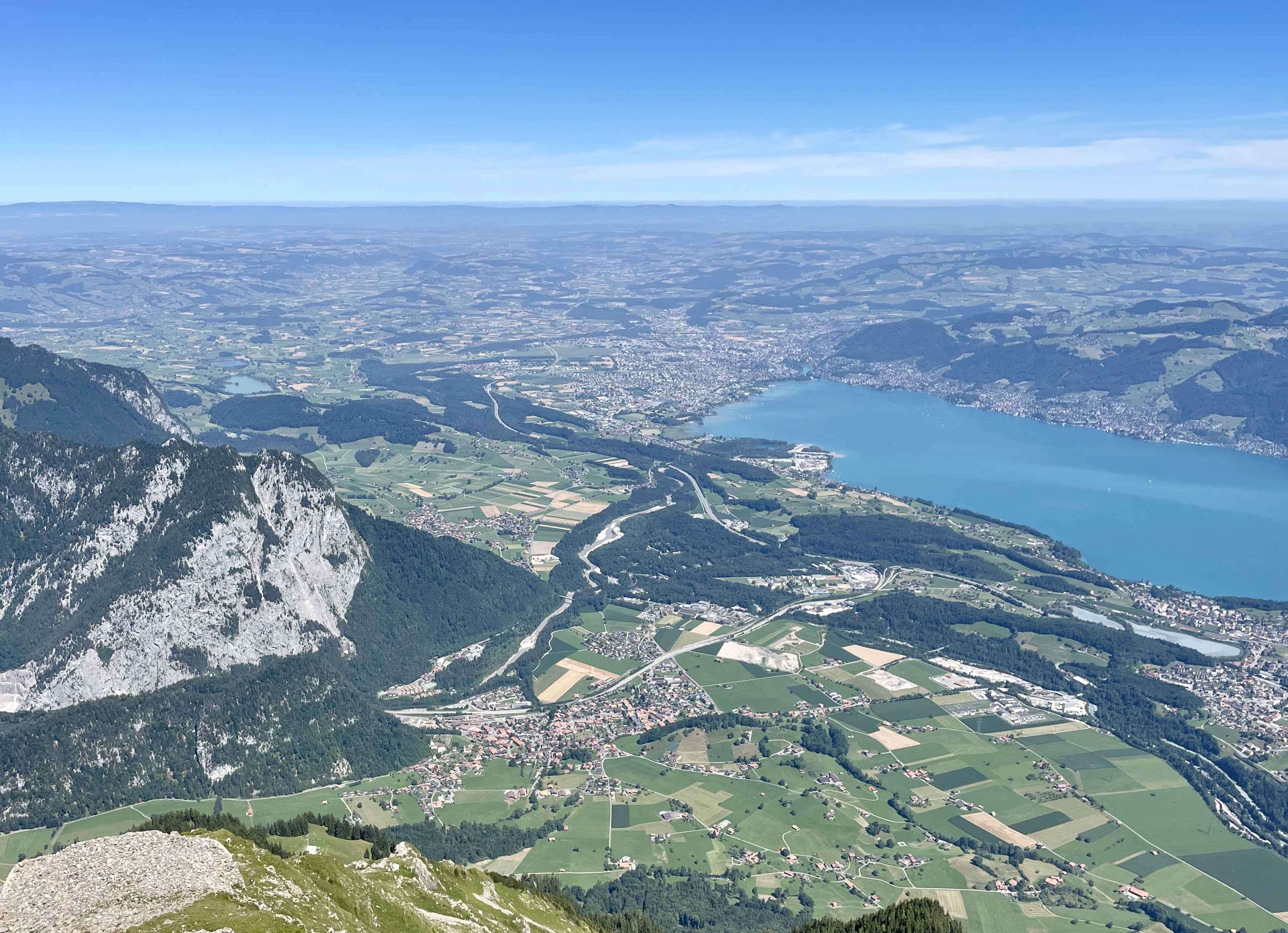
Pohled na Thun z hory Niesen

Historické centrum města se nenachází přímo u Thunského jezera, ale asi 1,5 km od něj na řece Aaře. Centrum města tvoří části Schlossberg, Unterstadt, horní část třídy Hauptgasse a Bälliz. Na Schlossbergu se nachází zámek a městský kostel. Bälliz je ostrov na řece Aaře při jejím výtoku z Thunského jezera a je součástí města již od 14. století. Od roku 1988 je pěší zónou. V současnosti je nejen nejdůležitější nákupní a tržní ulicí ve městě, ale také kulturním ostrovem a centrem a oblíbenou promenádou.
Nové městské čtvrti se nacházejí na náplavové rovině na severozápadním konci Thunského jezera, které před odkloněním řeky Kander do jezera v roce 1714 vyplňovala řeka.

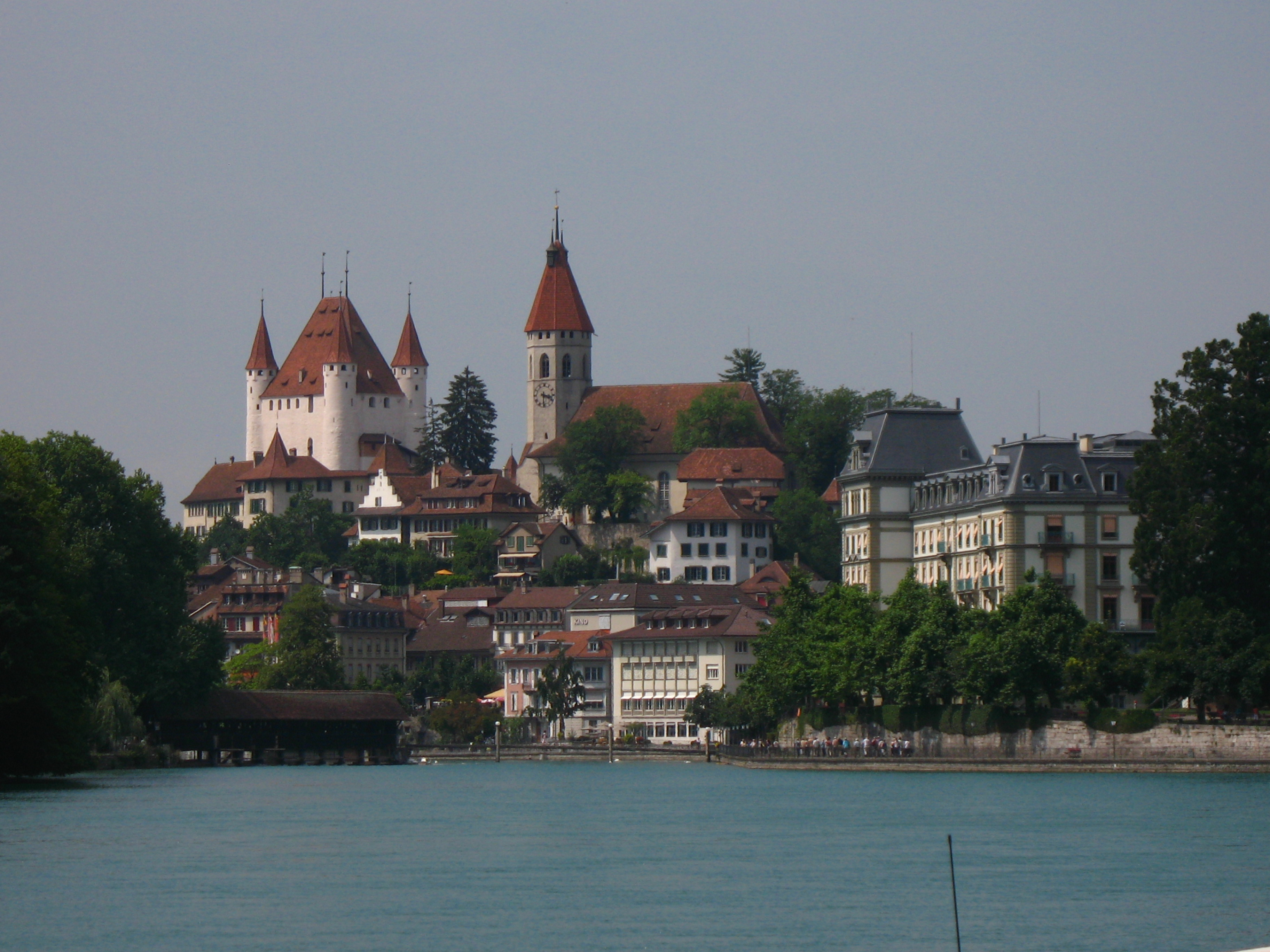
Centrum Thunu při pohledu od Thunského jezera

Zatímco sousední obec Steffisburg s městskou částí Schwäbis sousedí na severu přímo s centrem města, městská část Thun se rozkládá mnohem dále na jih a zahrnuje bývalé vesnice Dürrenast a místní část Gwatt na levém břehu jezera, které jsou dnes součástí uzavřené sídelní oblasti města. Na západě obce se nachází místní část Lerchenfeld, která je nyní využívána především jako vojenský výcvikový prostor, a čtvrť Allmendingen. Na východě zasahuje území obce do kopců a zahrnuje vesnici Goldiwil. Čtvrť Hünibach na pravém břehu jezera, která se rozrostla spolu s městem, již nepatří k Thunu, ale k obci Hilterfingen.

### Místní části
| Čtvrť                   | BFS-ID | Místní části Thunu |
| Bälliz-Freienhofgasse   | 942002 | Místní části Thunu |
| Goldiwil                | 942003 | Místní části Thunu |
| Hohmad                  | 942005 | Místní části Thunu |
| Lauenen-Hofstetten-Ried | 942006 | Místní části Thunu |
| Lerchenfeld             | 942007 | Místní části Thunu |
| Militärgebiet           | 942008 | Místní části Thunu |
| Seefeld                 | 942009 | Místní části Thunu |
| Westquartier            | 942011 | Místní části Thunu |
| Allmendingen            | 942036 | Místní části Thunu |
| Buchholz                | 942037 | Místní části Thunu |
| Dürrenast               | 942038 | Místní části Thunu |
| Gwatt                   | 942039 | Místní části Thunu |
| Neufeld                 | 942040 | Místní části Thunu |
| Schoren                 | 942041 | Místní části Thunu |
| Aarefeld                | 942047 | Místní části Thunu |
| Altstadt                | 942074 | Místní části Thunu |

Thun má rozlohu 21,57 km². Podle statistiky z roku 2004 je celkem 6,03 km², tj. 27,9 %, využíváno pro zemědělské účely, zatímco 4,32 km², tj. 20,0 %, je zalesněno. Ze zbytku území obce je 10,76 km², tj. 49,9 %, zastavěno (budovy nebo silnice), 0,29 km² (0,11 mil čtverečních), tj. 1,3 %, tvoří řeky nebo jezera a 0,19 km², tj. 0,9 %, je neproduktivní půda.
Místní správa uvádí rozlohu 21,7 km², z čehož zastavěná plocha a dopravní cesty činí 48 %, zemědělská plocha 22 %, vodstvo a lesy 21 % a armádní využití 9 %.

## Historie

### Původ názvu
Název Thun je odvozen od keltského slova dūnon (latinizované dūnum), které znamená „palisáda, hrad, opevněné místo“ a původně souvisí s německým Zaun a anglickým town.

### Nejstarší osídlení

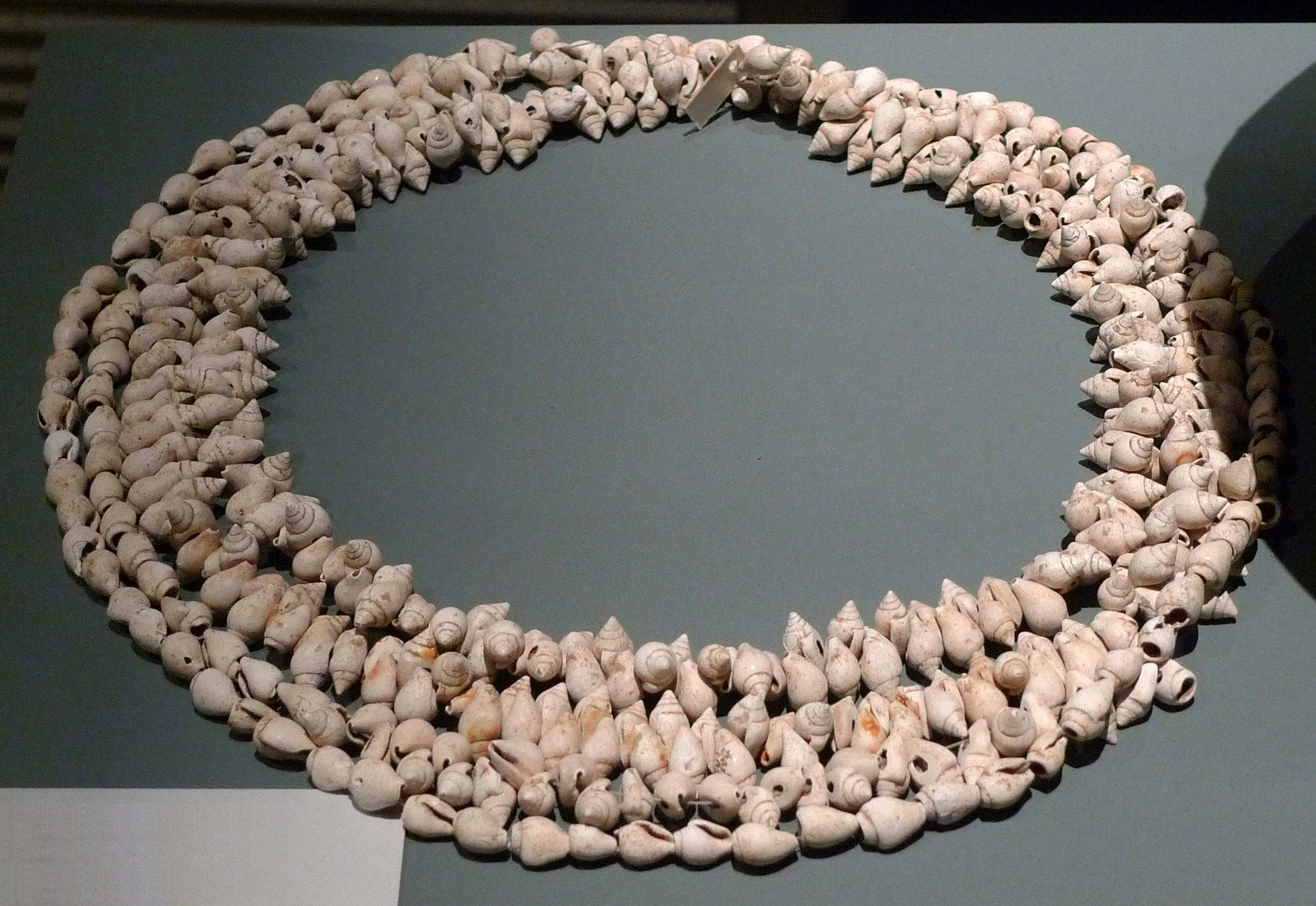
Náhrdelník nalezený nedaleko Thunu, vyrobený ze 450 mušlí, které všechny pocházejí ze Středomoří. Byl vyroben kolem roku 1700 př. n. l.; dnes je uložen v historickém muzeu v Bernu

V oblasti dnešní ulice Marktgasse existovalo osídlení již v neolitu (asi 2500 let př. n. l.). Z lokalit Strättligen a Allmendingen pocházejí bohaté nálezy z doby bronzové z let 1800 až 800 př. n. l. V severní kotlině Thunského jezera se kdysi nacházelo sídliště s kůlovými obydlími.
Když římské legie v roce 58 př. n. l. dobyly téměř celé území dnešního Švýcarska, byla k říši připojena i oblast dnešního Thunu a Thun stal jedním z center římské správy v oblasti. Původně byl Thun a okolí součástí římské provincie Germania superior, v roce 297 n. l. se v rámci správních a vojenských reforem římského císaře Diokleciána (284–305) stalo součástí provincie Maxima Sequanorum.
Od roku 58 př. n. l. do přibližně roku 400 n. l. stál na římské cestě do Oberlandu poblíž Allmendingenu na okraji Thunu chrámový okrsek s galorománskou svatyní, osmi malými chrámy obehnanými hradbou a hospodářským okrskem. V samotném městském areálu se předpokládá existence římského vicu Dunum. Kromě ojedinělých nálezů mincí a cihel však dosud nejsou po tomto sídlišti žádné stopy.
Poté, co byl v roce 443 n. l. na území dnešního západního Švýcarska a Sapaudie (dnešní Savojsko) velitelem západořímských vojsk Aetiem usídlen východogermánský kmen Burgundů jako foederati, římská nadvláda nad oblastí kolem Thunu ochabla. Řeka Aara se stala hranicí mezi křesťanskými Burgunďany a stále pohanskými Alamany na severu.

### Doba Zähringů a Kyburgů

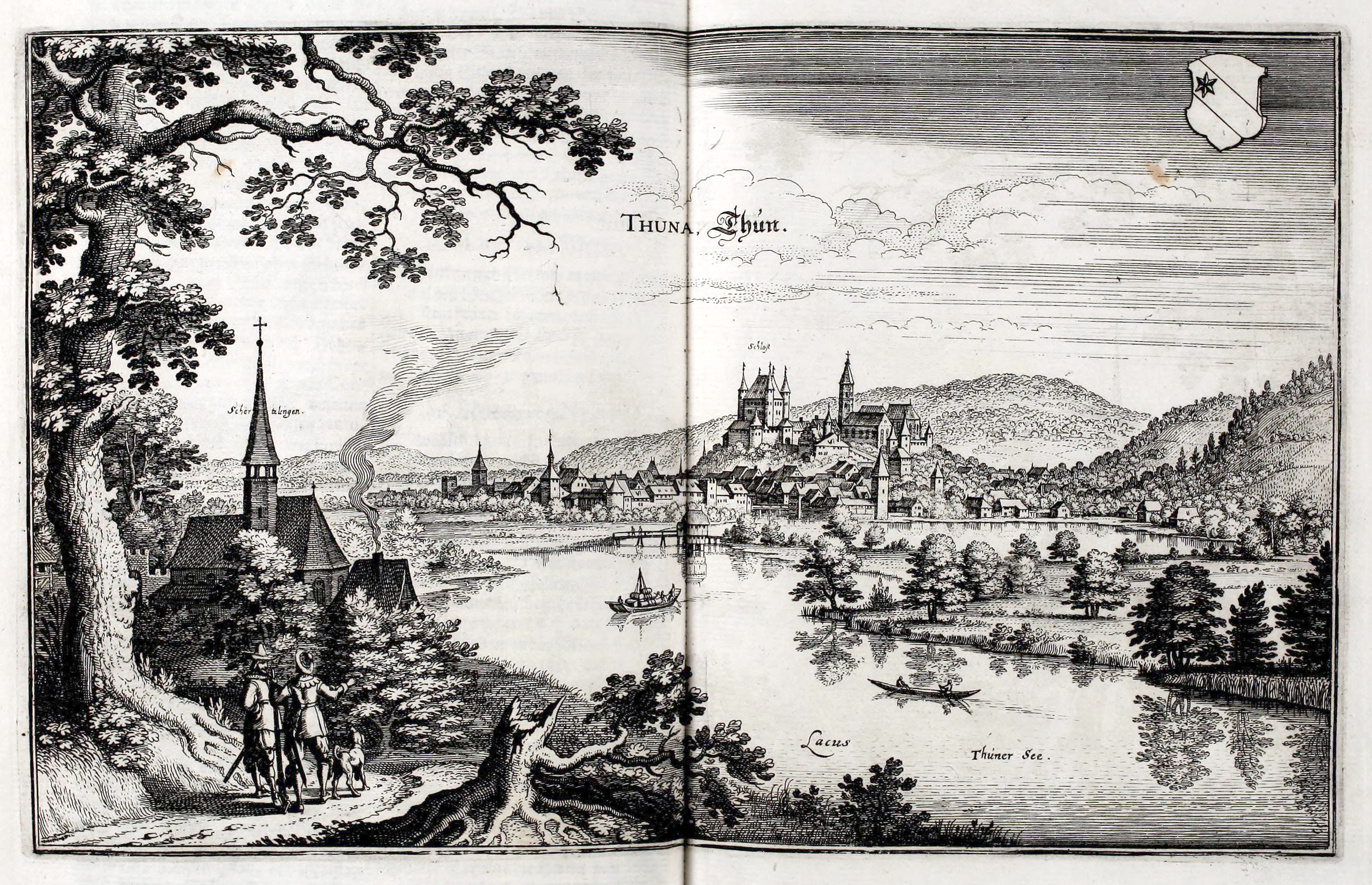
Thun v Topographia Helvetiæ (1654)

Thun je zmiňován v 7. století ve Fredegarově kronice. V roce 1033, kdy Konrád II. Sálský získal titul burgundského krále, bylo Thunsko připojeno ke Svaté říši římské. Název samotného města je pak prvně zmíněn roku 1133 jako Tuno. Před rokem 1200 postavili vévodové z roku Zähringů dnešní hrad a rozšířili město kolem ulice Hauptgasse až k náměstí Rathausplatz. Ve středověku zde stál kostel a hrad na Schlossbergu a osada s přechodem přes řeku Aaru. K polovině 12. století patřilo území k zähringskému rektorátu Burgund. Když v roce 1218 vymřela dynastie Zähringů, zdědila město východošvýcarská hrabata z Kyburgu. Ve 12. a 13. století zde také žily dva šlechtické rody, které se nazývaly von Thun, jeden jako svobodní pánové a druhý jako kyburští ministeriálové. Thun získal městská práva v roce 1264. Spory o vládu rodu Kyburgů vedly v roce 1322 k bratrovraždě na hradě Thun. Bratrovrah hrabě Eberhard musel hledat pomoc v Bernu a v roce 1323 Thun Bernu prodal. Dostal město zpět jako léno, ale jeho potomci ho museli spolu s Burgdorfem v roce 1384 Bernu nadobro postoupit. V roce 1476 dostali Thunští na počest svých úspěchů v bitvě u Murtenu do znaku místo černé hvězdy zlatou hvězdu.

### Thun jako tržní centrum

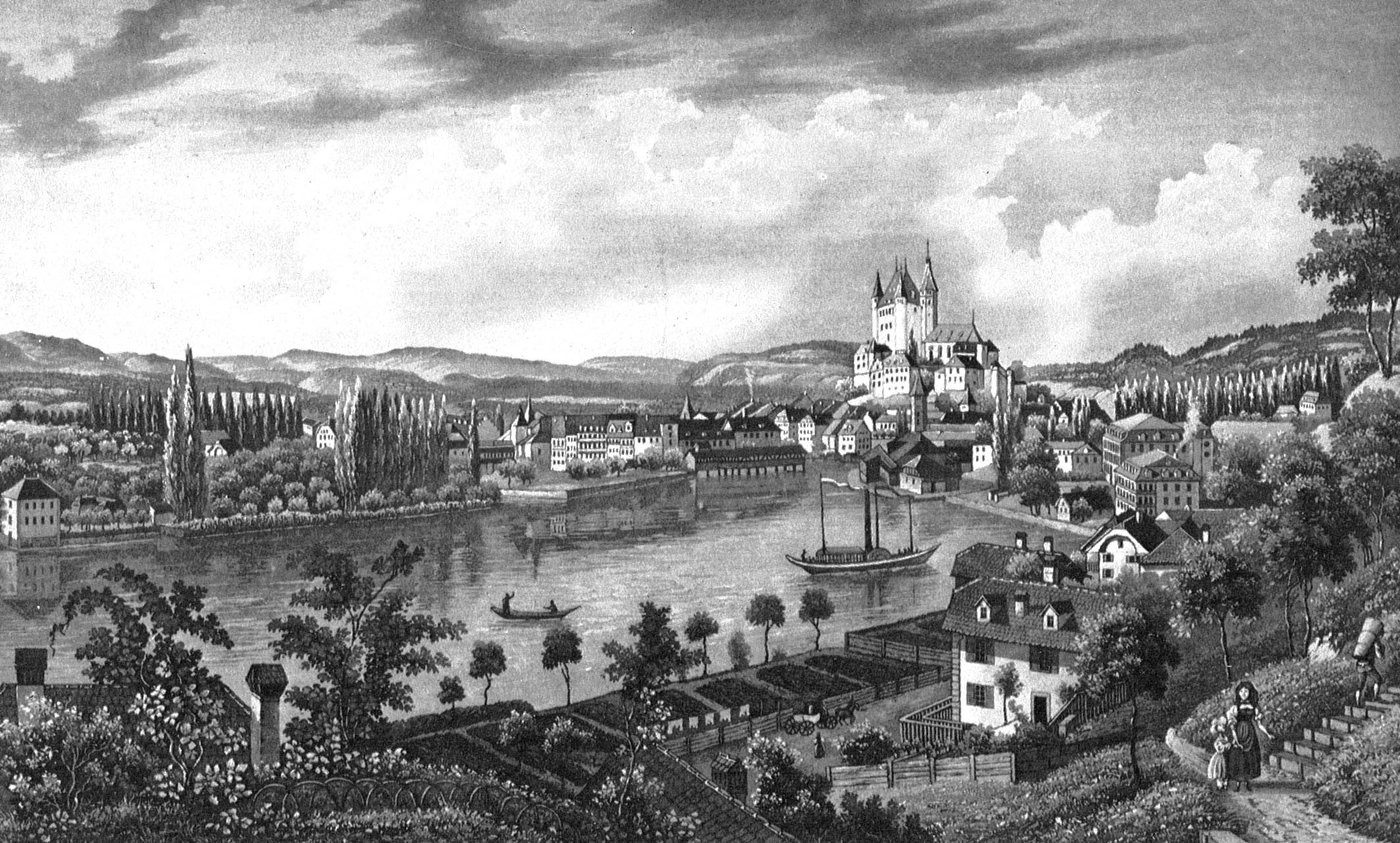
Vyobrazení města z roku 1830

V 16. století došlo k rozkvětu thunských řemesel a hospodářství. Město se stalo regionálním tržním centrem. V centru města byla postavena nová radnice s obchodním domem v přízemí a před ní vzniklo velké tržiště Rindermarkt. Kolem roku 1528 proběhla v Thunu reformace. V roce 1585 byla postavena archivní věž, která sloužila jako pokladnice a zbrojnice. V 17. a 18. století se město dále rozvíjelo a objevily se první pokusy o zavedení průmyslu. Thun však vždy zůstal regionálním hospodářským centrem. Dálkový obchod hrál podřadnou roli. V roce 1641 začaly nepokoje sedláků, známé jako Thunská válka. V roce 1699 byla postavena městská sýpka. V roce 1714 byla řeka Kander odkanalizována do Thunského jezera. V roce 1785 byla založena městská knihovna. Po francouzské invazi, během helvétského období, byl Thun hlavním městem kantonu Oberland, který existoval v letech 1798–1802.

### Rozkvět turismu a vojenské město

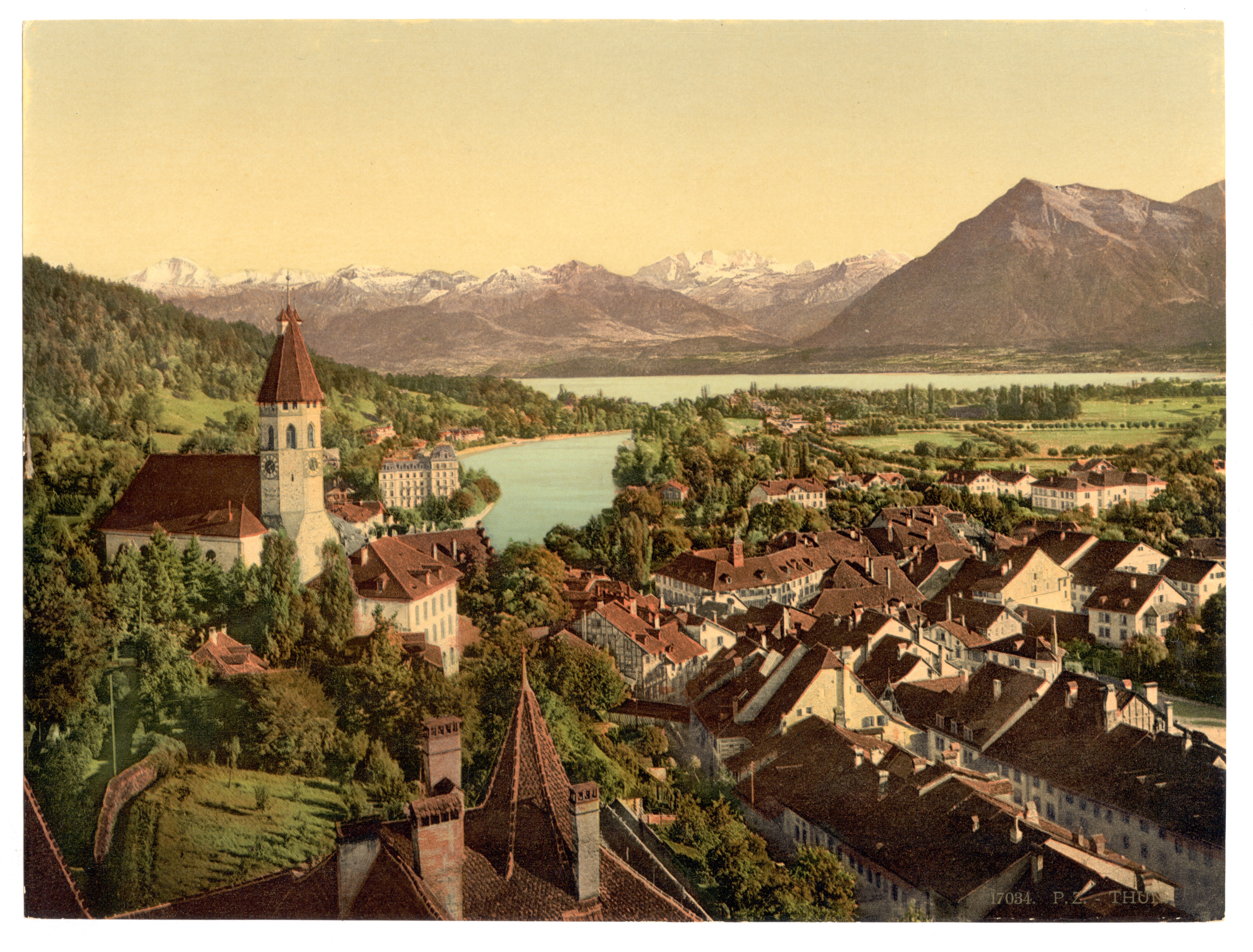
Thun kolem roku 1900

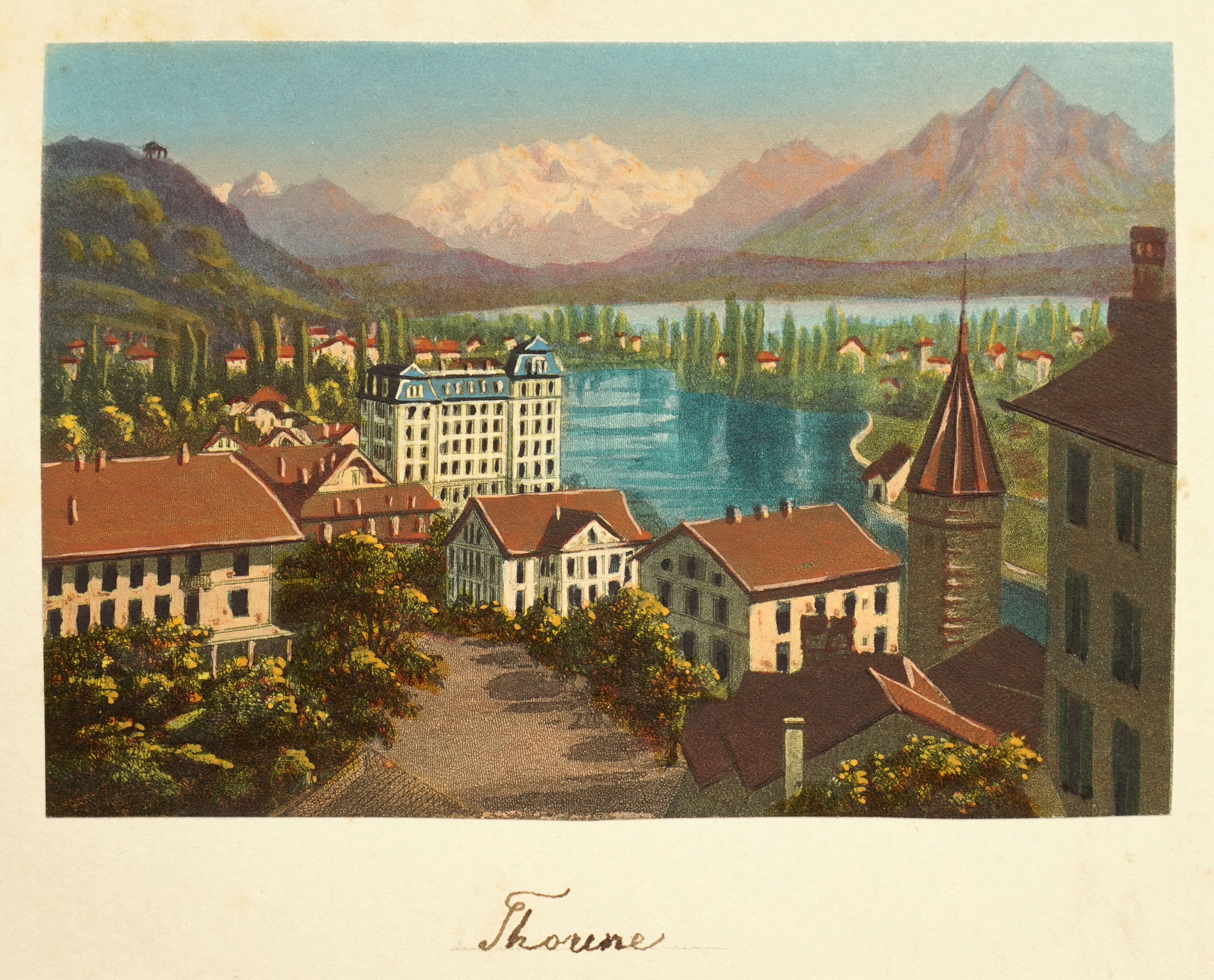
Město kolem roku 1875 (Grand Hôtel Thunerhof uprostřed)

Na počátku 19. století se objevil nový směr, a to v souvislosti s rozvojem cestovního ruchu a otevřením Spolkové vojenské školy v roce 1819, která existuje doposud a postupně se vyvinula v hlavní vojenskou školu ve Švýcarsku. S výstavbou hotelů a penzionů a otevřením parní plavby na Thunském jezeře v roce 1835 se Thun stal významnou turistickou destinací. V roce 1859 byl Thun napojen na železniční síť. Společnost Baugesellschaft Thun postavila hotel Grand Hôtel Thunerhof, který byl otevřen v roce 1875.
Thun byl napojen na švýcarskou železniční síť roku 1859, telefon zde byl zaveden v roce 1888.
V roce 1865 bylo rozpuštěno pět thunských cechů a bývalí členové řeznického, klempířského a kovářského cechu využili uvolněný kapitál k založení thunské spořitelny a záložny Spar- & Leihkasse Thun. První thunský deník, Tägl. Anzeiger für Thun und das Berner Oberland, vyšel poprvé 6. října 1877.
Postupem času se z vojenské školy vyvinula největší vojenská kasárna ve Švýcarsku a v letech 1861/1863 přivedla do města také spolkové vojenské operace. V roce 1895 otevřel průmyslník Gustav Selve v Thunu továrnu na výrobu munice.

### Růst populace a rozšiřování města

Letecký pohled (1949)

Ve 20. století došlo k výraznému nárůstu počtu obyvatel, a tím i k velkému stavebnímu rozšíření města. Kromě toho byly k městu v roce 1913 připojeny předměstské obce Goldiwil a v roce 1920 Strättligen.
Nový obecní řád v roce 1919 zrušil obecní zastupitelstvo a zavedl jako zákonodárný orgán městskou radu. V roce 1969 bylo zavedeno volební právo žen a hlasovací právo v obecních záležitostech.
Dne 1. června 1923 byla otevřena nová železniční stanice. V roce 1925 byl pro dopravu otevřen plavební kanál z horní Inseli k novému nádraží. Od roku 1971 je město napojeno na dálnici A6. Město bylo napojeno na čistírnu odpadních vod u Thunského jezera v Uetendorfu, kde se čistí odpadní vody z celého Thunu a okolí.
Plánování a částečná realizace rozšíření města od roku 1981 dala vzniknout čtvrtím Aarestrasse, Aarfeld, Scheibenstrasse a rekonstruované oblasti vlakového nádraží. V roce 1991 došlo ke krachu spořitelny Spar- & Leihkasse Thun a společnost Metallwerke Selve oznámila ukončení své činnosti.

### Současnost
Ve 21. století došlo k dalšímu rozšíření města: nová zástavba Aarefeldu, výstavba kulturního a kongresového centra Thun (KKThun), nový fotbalový stadion Arena Thun a přestavba areálu Selve. Na ně mají navázat další projekty, jako je podnikatelský park v oblasti Schoren, rozvojové centrum Thun-Nord (s novou křižovatkou přes řeku Aaru) a přestavba areálu Emmi.

## Obyvatelstvo

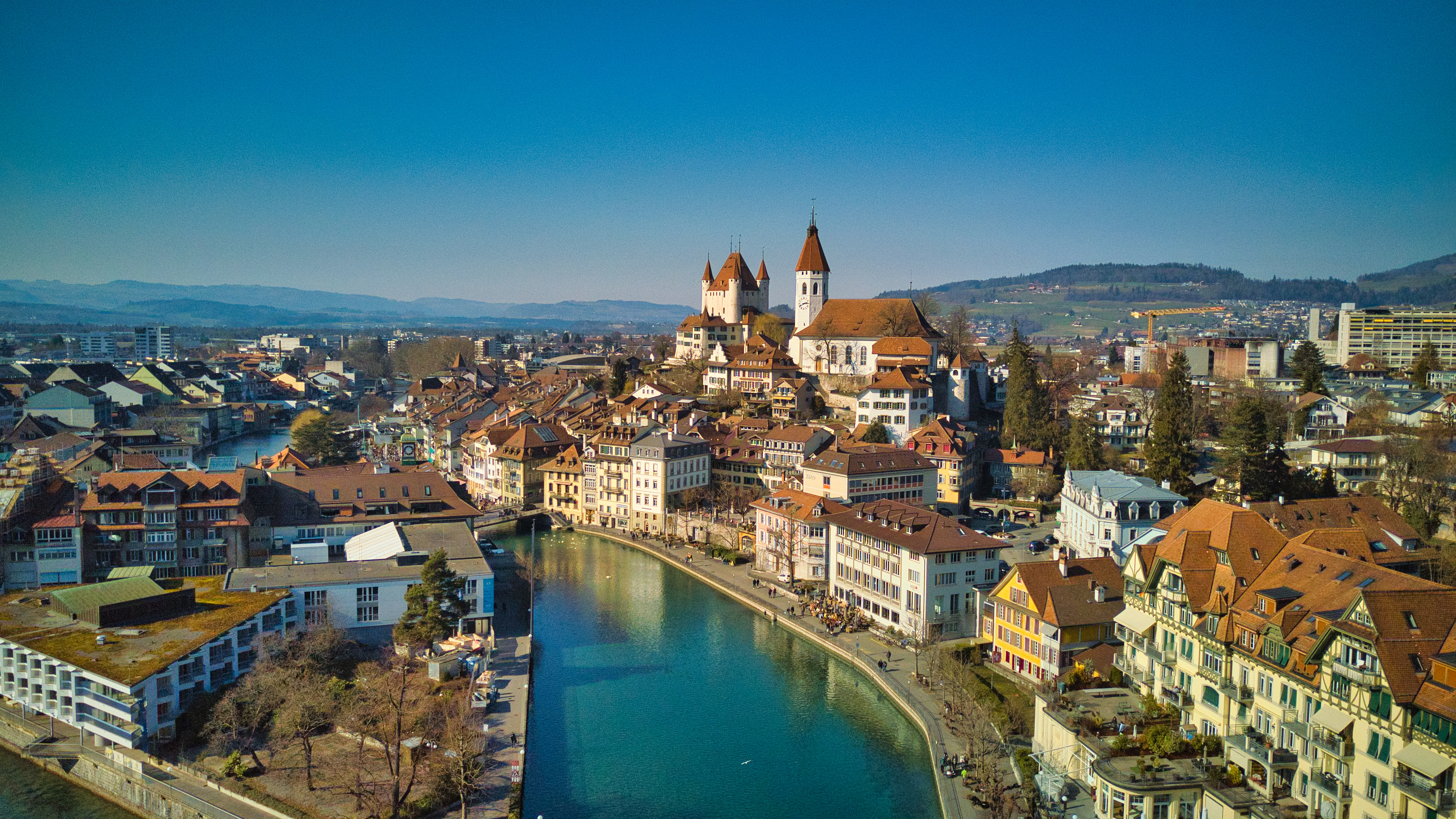
Centrum města s dominantou hradu

| Vývoj počtu obyvatel | Vývoj počtu obyvatel | Vývoj počtu obyvatel | Vývoj počtu obyvatel | Vývoj počtu obyvatel | Vývoj počtu obyvatel | Vývoj počtu obyvatel | Vývoj počtu obyvatel | Vývoj počtu obyvatel | Vývoj počtu obyvatel | Vývoj počtu obyvatel | Vývoj počtu obyvatel | Vývoj počtu obyvatel | Vývoj počtu obyvatel | Vývoj počtu obyvatel | Vývoj počtu obyvatel | Vývoj počtu obyvatel | Vývoj počtu obyvatel | Vývoj počtu obyvatel | Vývoj počtu obyvatel |
| -------------------- | -------------------- | -------------------- | -------------------- | -------------------- | -------------------- | -------------------- | -------------------- | -------------------- | -------------------- | -------------------- | -------------------- | -------------------- | -------------------- | -------------------- | -------------------- | -------------------- | -------------------- | -------------------- | -------------------- |
| Rok                  | 1400                 | 1764                 | 1798                 | 1818                 | 1836                 | 1850                 | 1870                 | 1888                 | 1900                 | 1910                 | 1930                 | 1950                 | 1970                 | 1990                 | 2000                 | 2014                 | 2019                 | 2023                 |                      |
| Počet obyvatel       | cca 1400             | 1414                 | 1566                 | 1936                 | 2646                 | 6019                 | 7290                 | 8286                 | 10 213               | 12 173               | 16 524               | 24 157               | 36 523               | 38 211               | 40 377               | 44 048               | 44 271               | 44 478               |                      |

### Demografie
Složení obyvatelstva podle statistiky z roku 2023: 
Celkem obyvatel: 44 478 (100 %)

Cizinců: 7289 (16,4 %)
- 0–19 7381 (16,6 %)
- 20–39 11 350 (25,5 %)
- 40–59 11 469 (25,8 %)
- 60–79 10 772 (24,2 %)
- 80+0003506 (7,9 %)

### Náboženství
Na konci roku 2023 se 45,9 % z celkového počtu obyvatel Thunu hlásilo k reformovanému náboženství, 12,0 % k římskokatolickému, 0,2 % ke kristokatolickému a 41,85 % k žádnému státem uznanému náboženství. V roce se k reformovanému náboženství hlásilo 52,1 % (23 065 osob) z celkového počtu obyvatel Thunu, k římskokatolickému 13,4 %, ke kristokatolickému 0,2 % a k židovskému méně než 0,1 %.
Údaje o příslušnosti ke státem neuznávaným náboženským společenstvím nejsou od sčítání lidu v roce 2000 pro celkový počet obyvatel Thunu k dispozici. Spolkový statistický úřad však v roce 2018 provedl v Thunu výběrové šetření, v němž byly osoby starší 15 let dotazovány na své náboženské vyznání. Výsledky jsou shrnuty v následující tabulce:

### Jazyky a vzdělání
Nejrozšířenějším a zároveň úředním jazykem je němčina, kterou hovoří 90,5 % obyvatel, na druhém místě je italština s 1,8 % mluvčích a albánštinu používá 1,3 % obyvatel, zbytek jsou ostatní jazyky. Vzdělání obyvatel v produktivním věku zahrnuje 20,6 % pouze se základním vzděláním, 57,3 % se středoškolským vzděláním a 17,6 % obyvatel s vysokoškolským vzděláním.

## Hospodářství

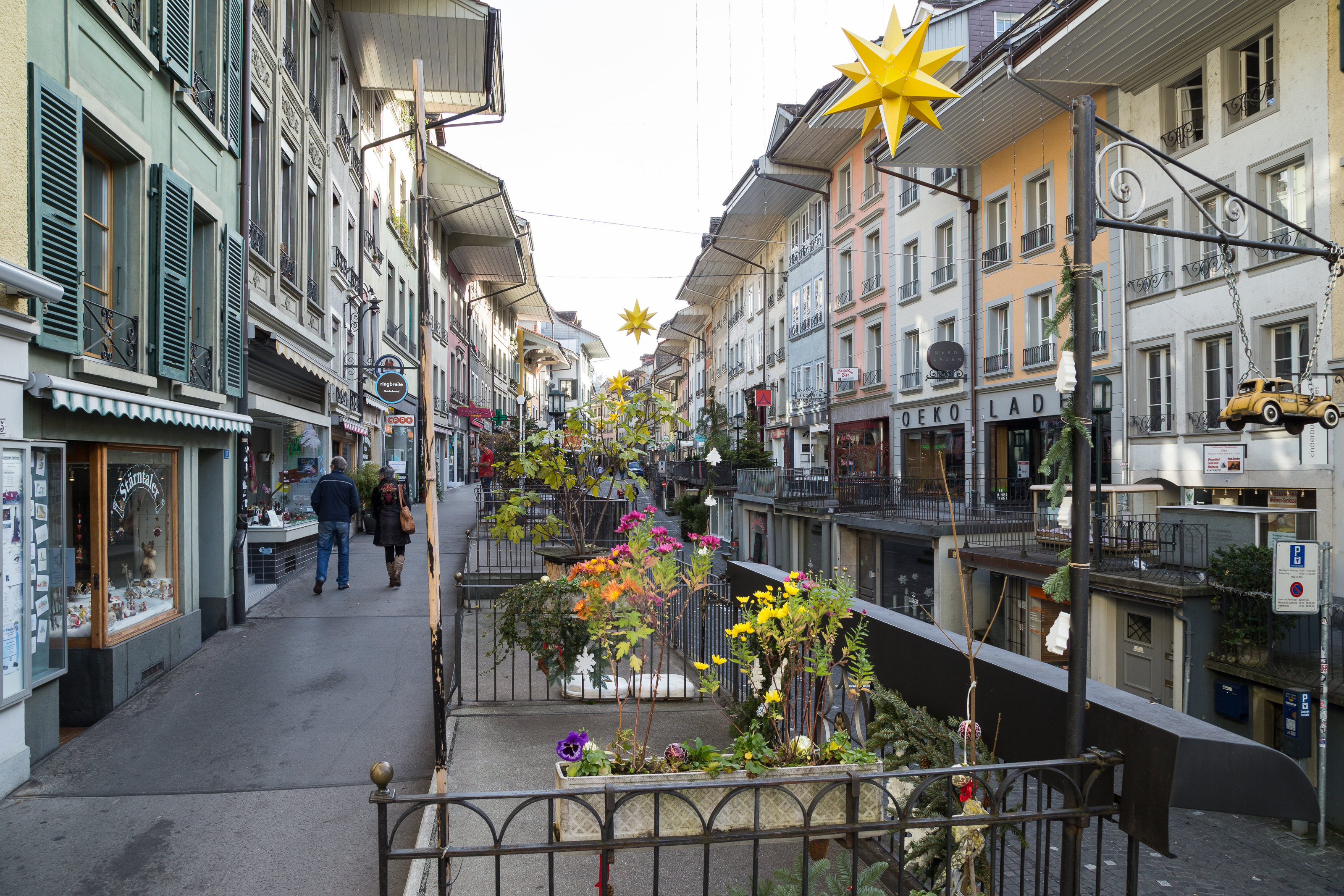
Ulice Obere Hauptgasse

Kromě cestovního ruchu má hospodářský význam strojírenství a přístrojové inženýrství, vydavatelství a armáda. Nachází se zde největší vojenská posádka v zemi a vojenské muzeum. Přestože rozkvět cestovního ruchu v Thunu již pominul, je cestovní ruch stále důležitým zdrojem ekonomických příjmů. Každoročně v Thunu přenocuje více než 120 000 hostů a město navštíví přibližně 1,8 milionu jednodenních turistů (údaje za rok 2010).
Thun je dnes největším a nejvýznamnějším tržním městem v oblasti Berner Oberland. Místní obyvatelé i návštěvníci oceňují širokou nabídku obchodů a různých trhů v centru města. Oblíbenou nákupní čtvrtí je Bälliz mezi vnitřním a vnějším tokem Aary. Ve středu a v sobotu se zde konají celodenní trhy a v sobotu dopoledne se na náměstí Rathausplatz koná trh s čerstvými produkty. K pravidelným trhům patří kožešinový trh (2. sobota v únoru) a trh Grossmärit (2. sobota v červnu). Mezi další akce patří bleší trhy na náměstí Mühleplatz, řemeslné trhy, vánoční trhy a další.
V Thunu sídlí celkem 4500 firem. Kromě cestovního ruchu patří k hospodářsky významným odvětvím také obchod, zdravotnictví a sociální služby, stavebnictví (Frutiger AG, Duscholux AG), administrativa, strojírenství (RUAG) a armáda. V Thunu se nachází také výzkumná a servisní instituce pro vědu o materiálech a vývoj technologií v rámci domény ETH. Kromě cestovního ruchu a strojního inženýrství je zde potravinářský průmysl a vydavatelství, které mají pro město velký hospodářský význam.
Thun je také členem několika obchodních organizací.

## Doprava

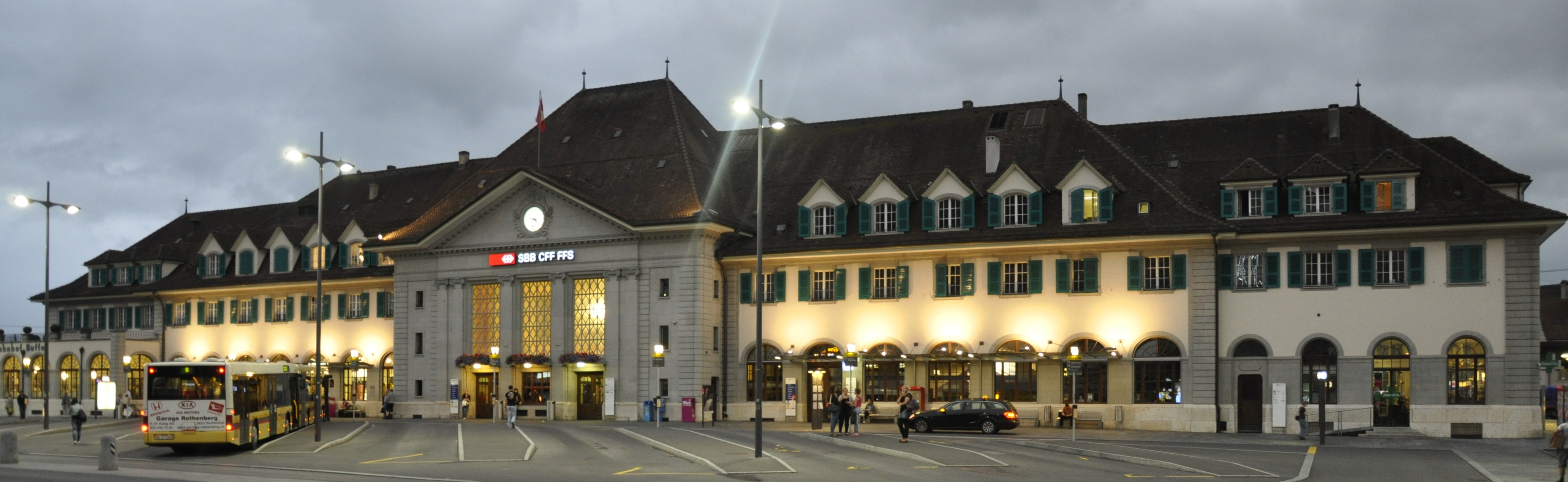
Železniční stanice Thun

### Železniční doprava
Železniční stanice Thun je napojena na celostátní železniční síť. Dvě meziměstské linky vedou do oblasti Švýcarské plošiny (Bern – Olten – Basilej/Bern – Curych – Romanshorn) a do Oberlandu (Spiez – Interlaken/Spiez – Lötschberg – Brig); přímé spojení je také do Milána a Berlína. Údolím Aary, údolími Gürbetal a Emmental vedou regionální linky systému S-Bahn. Spoj Regioexpres Lötschberger jezdí na sever do Münsingenu a Bernu a na jih do Spiezu. Zadní část vlaku pokračuje do Zweisimmenu a přední část přes horskou trať Lötschberg do Brigu.

### Silniční doprava

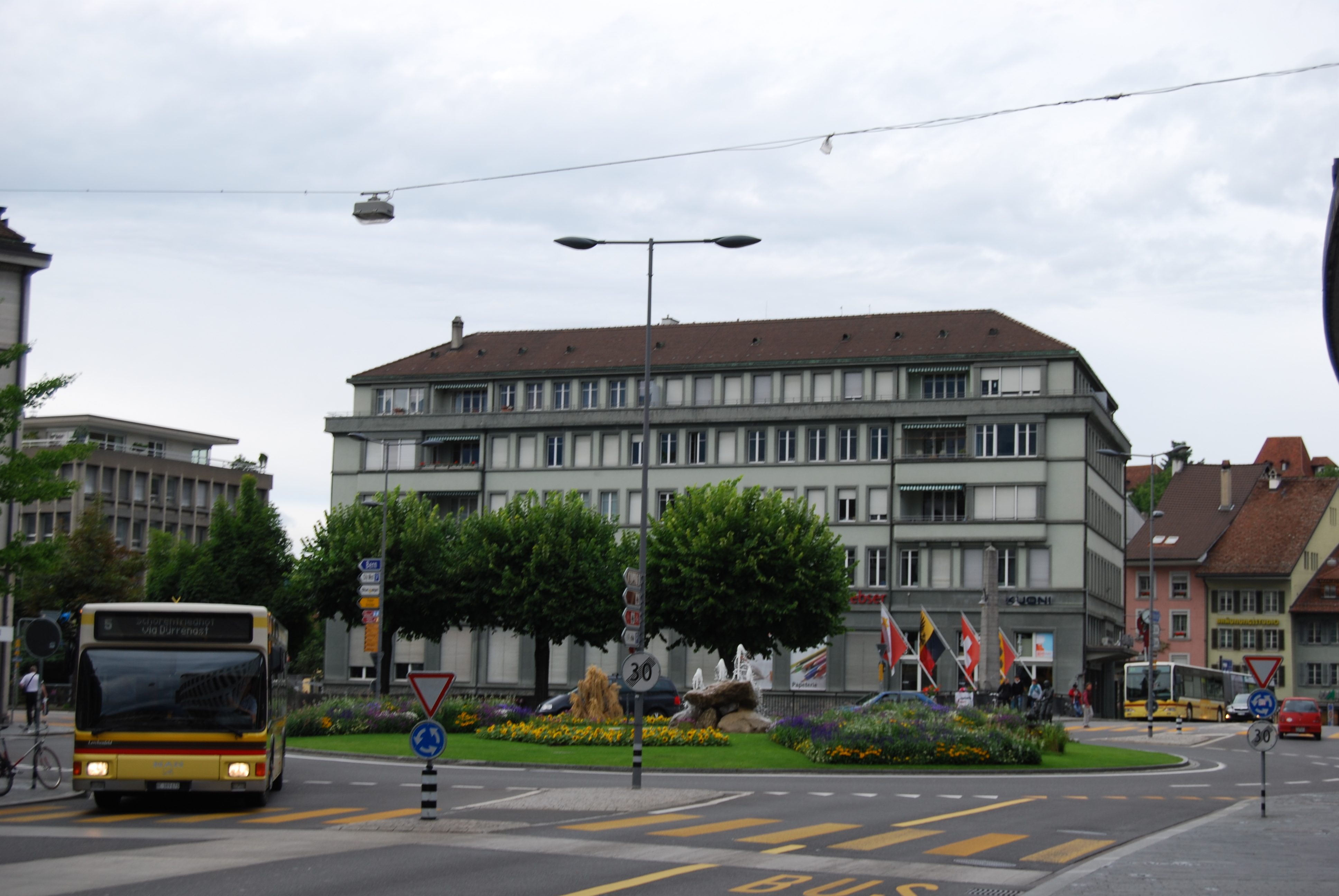
Autobusová doprava v centru města

Thun je známý jako „brána do Oberlandu“. Prochází tudy nejdůležitější dopravní spojení do oblasti Berner Oberland. Od roku 1971 je Thun napojen na švýcarskou dálniční síť dálnicí A6 se sjezdy Thun Nord a Thun Süd. Kvůli husté dopravě se plánuje obchvat centra města. Severní obchvat Thunu má zahrnovat prodloužení a úpravu dálničního přivaděče Thun Nord-Steffisburg (A6) a novou křižovatku Aare.

### Městská doprava
Ve městě je hustá síť autobusových linek místní hromadné dopravy, které provozuje společnost STI Bus. Společnost STI a její předchůdci provozovali také tramvajovou trať Steffisburg – Thun – Interlaken, která jezdila v letech 1913 až 1958, a trolejbusovou trať Thun–Beatenbucht, která jezdila v letech 1952 až 1982. Od roku 2012 je Thun napojen také na síť nočních linek, zvanou Moonliner.

### Lodní doprava
Až do začátku 20. století hrála lodní doprava po Thunském jezeře důležitou roli v dopravě osob a zboží do oblasti Oberlandu. Po dlouhou dobu bylo Thun konečnou stanicí železnice a dál se dalo cestovat pouze lodí. S otevřením dráhy podél Thunského jezera (TSB) ztratil Thun tuto styčnou funkci a lodní doprava je nyní využívána především pro turistiku. Lodní dopravu na Thunském jezeře provozuje společnost BLS AG.

## Pamětihodnosti

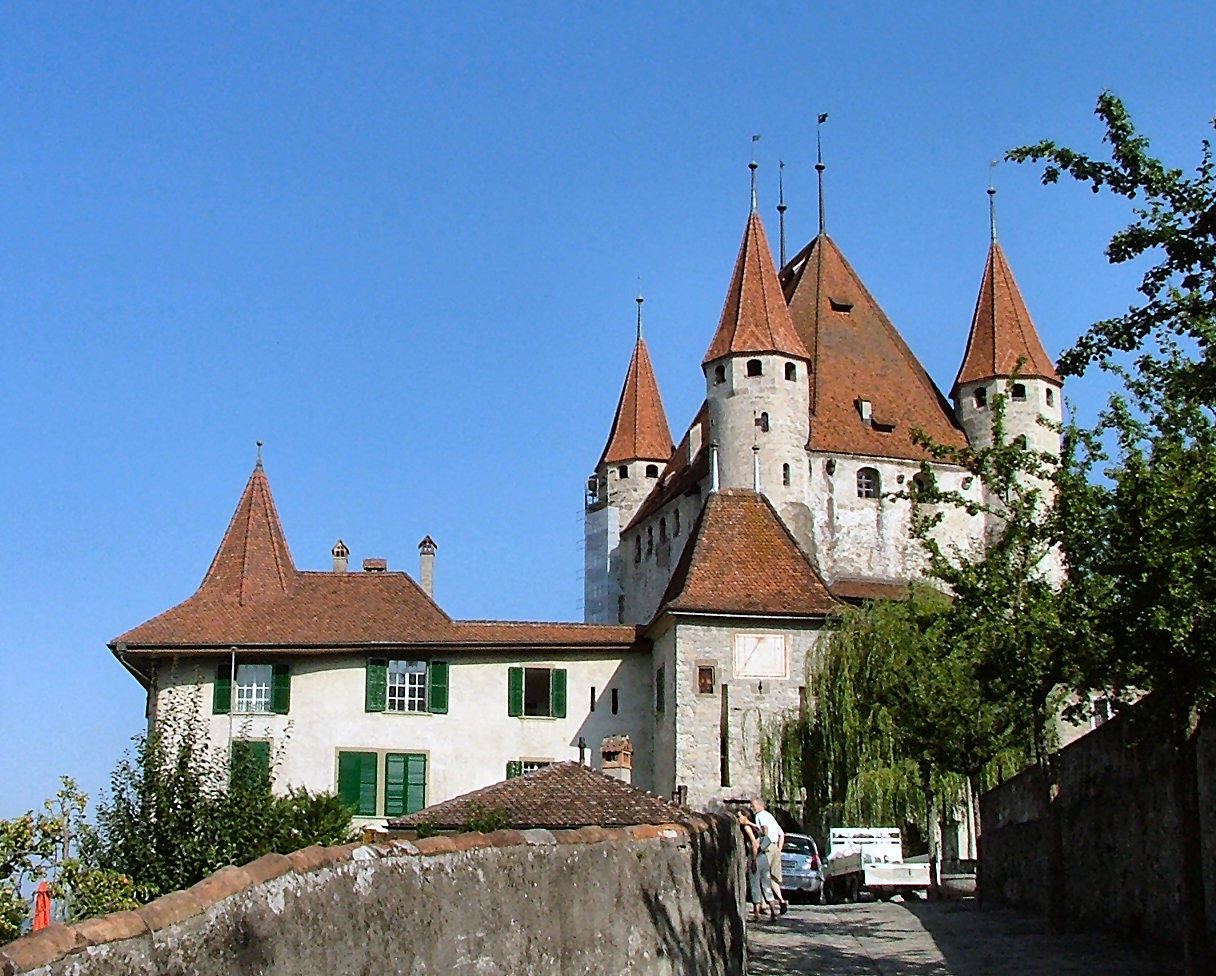
Hrad

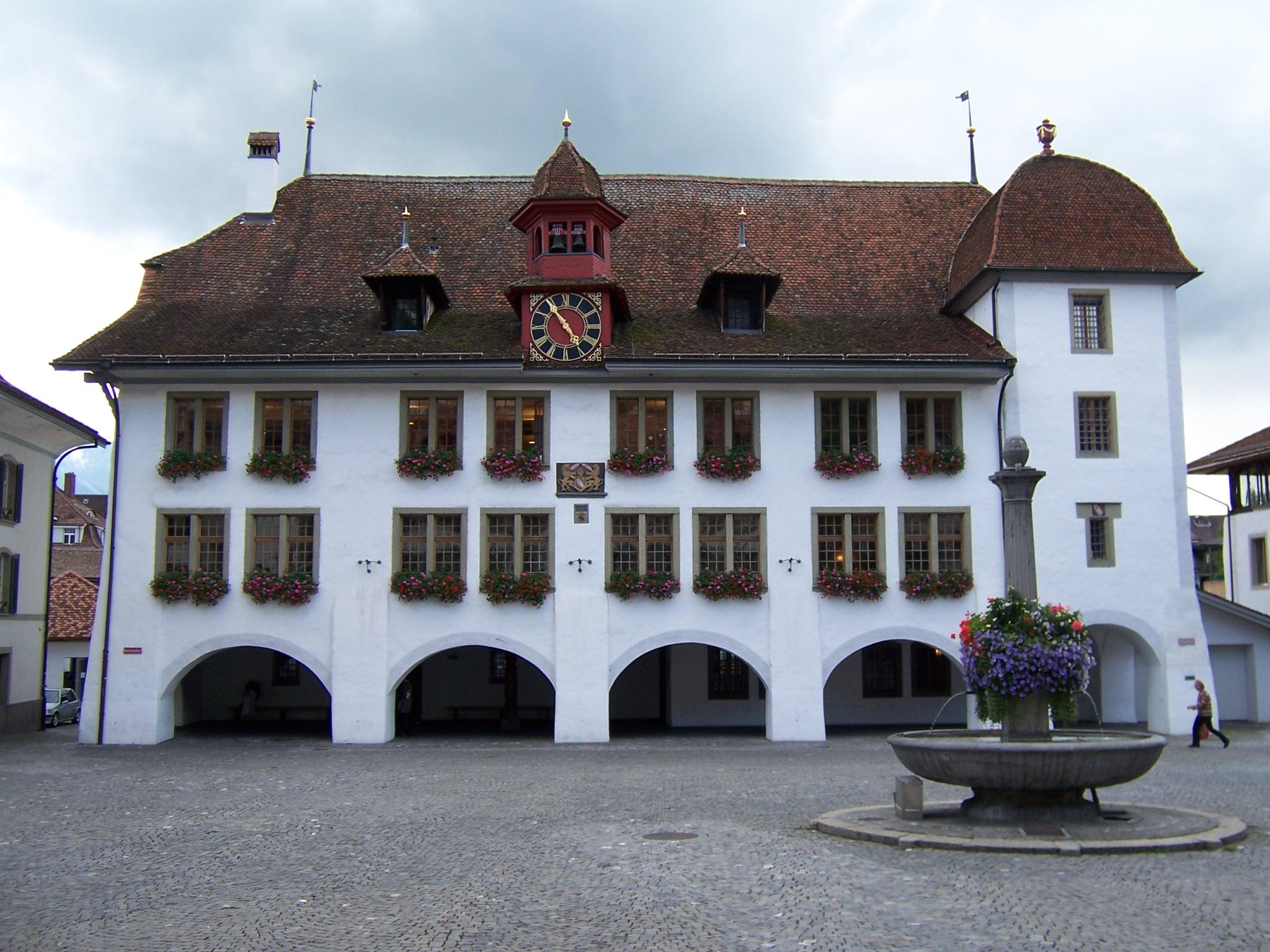
Radnice

### Hrad Thun – Schlossmuseum
Hrad, jedinečná dominanta města, pochází z 12. století a nechal jej postavit vévoda Berchtold V. von Zähringen v roce 1190 na místě původního rytířského hradu. Výrazně vysoká střecha pochází z bernského období, z let 1430 až 1436. Hrad nebyl do roku 1429 trvale obýván. V prostorách hradu je umístěno muzeum zaměřené na historii oblasti za uplynulých 4000 let.

### Radnice – Rathaus

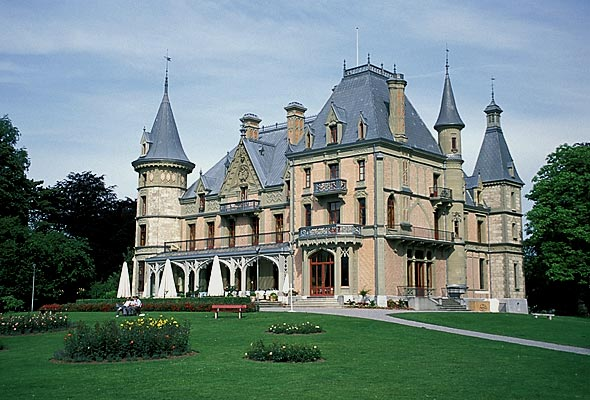
Zámeček Schadau

První radnice byla postavena v roce 1500 jako jednopatrová budova, kde v přízemí byl sál a v patře kanceláře. Později byla radnice přestavěna do současné podoby. V roce 1685 došlo ke sloučení původní radnice s domem Grand Weibel z roku 1585. Současná radnice má sedm oblouků podloubí, dvě patra a rohovou věž. Zastřešení tvoří vysoká valbová střecha. V roce 1995 proběhla poslední rekonstrukce a byla opravena fasáda.

### Zámeček Schadau
Zámeček Schadau byl postaven stavitelem Pierre-Charles Dusillonem pro bankéře z Neuchâtel, Denise Alfreda de Rougemont v letech 1846 až 1854 v neogotickém slohu. Zámek se nachází v malebné lokalitě na jižním břehu Thunského jezera v místě, kde z jezera vytéká řeka Aara.

### Wocherovo panorama – Thun-Panorama
Tzv. Wocherovo panorama je nejstarší dochované kruhové malované panorama na světě, vytvořené v letech 1809-1814. Autorem díla je basilejský kleinmeister Marquard Wocher, tématem je pohled na okolí města Thun zachycující uličky města až vzdálené vrcholky Bernských Alp. Panorama se nachází v parku u zámečku Schadau a v roce 1957 bylo zapsáno do seznamu švýcarského kulturního dědictví. V 60. letech bylo přeneseno do nově postavené budovy od architekta Karla Kellera.

### Muzeum umění – Kunstmuseum Thun
Muzeum umění je umístěno v bývalém luxusním hotelu Thunerhof přímo u řeky Aary. Muzeum vzniklo v roce 1949 a soustřeďuje díla méně známých mistrů, moderní umění švýcarska, švýcarský Pop Art i díla současných umělců.

### Vojenské muzeum – Schweizer Armeemuseum
Schweizer Armeemuseum shromažďuje ve vnitřních a venkovních expozicích na 100 000 muzejních dokumentů a exponátů související se švýcarským vojenstvím ale i národní identitou. Jedná se o dokumenty, uniformy, výstroj, zbraně, techniku, dopravní prostředky a další výzbroj a výstroj švýcarské armády.

### Muzeum páry – Vaporama

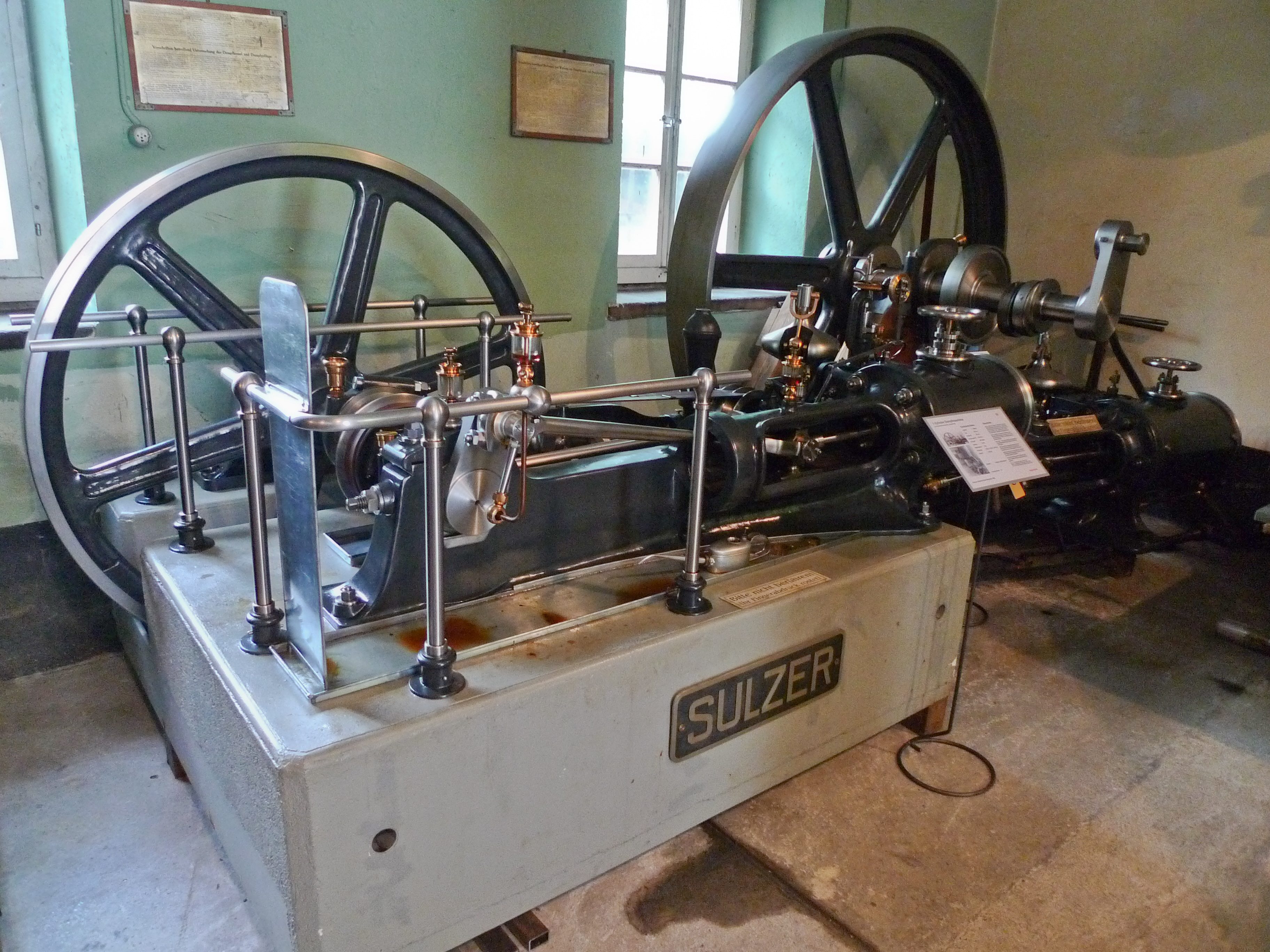
Vaporama

Vaporama soustřeďuje na 50 parních strojů různé konstrukce a velikosti. Ke zhlédnutí jsou různé etapy vývoje parních strojů z let 1859-1960, tedy celé jedno století.

### Gastronomické muzeum – Gastronomiemuseum
Schweizer Gastronomiemuseum vzniklo v roce 1988 na zámku Schadau. Soustřeďuje informace o historii gastronomie Švýcarska od 16. století, mimo 5000 knižních titulů věnovaných gastronomii v různých jazycích je k vidění i nejmenší kuchařka na světě, kuchyňské vybavení a další exponáty.

### Muzeum hraček – Spielzeugmuseum
Muzeum hraček soustřeďuje exponáty z let 1850–1860, které pocházejí se soukromých sbírek. K vidění jsou panenky, domy, potraviny, kuchyně, medvídci, stavebnice, modely aut, cínoví vojáčci a další. Muzeum bylo otevřeno v roce 2005 jako soukromá iniciativa a není financováno z veřejných zdrojů. Vstupné je dobrovolné.

### Muzeum proutěných výrobků – Flechtmuseum
V muzeu proutěných výrobků je na ploše 50 m² je k vidění na 500 výrobků z proutí jako jsou židle, kočárky, košíky, klobouky, hračky a jiné. Expozice se jednou za rok obměňuje.

### Galerie
Galerie v domě umění představuje současnou tvorbu a díla švýcarských umělců.

### Příroda
Thunské jezero a pohled na Bernské Alpy, včetně pohledu na vrcholy Niederhorn, Niesen, Stockhorn a Jungfrau, lákají každoročně do Thunu tisíce turistů.

## Sport a volný čas

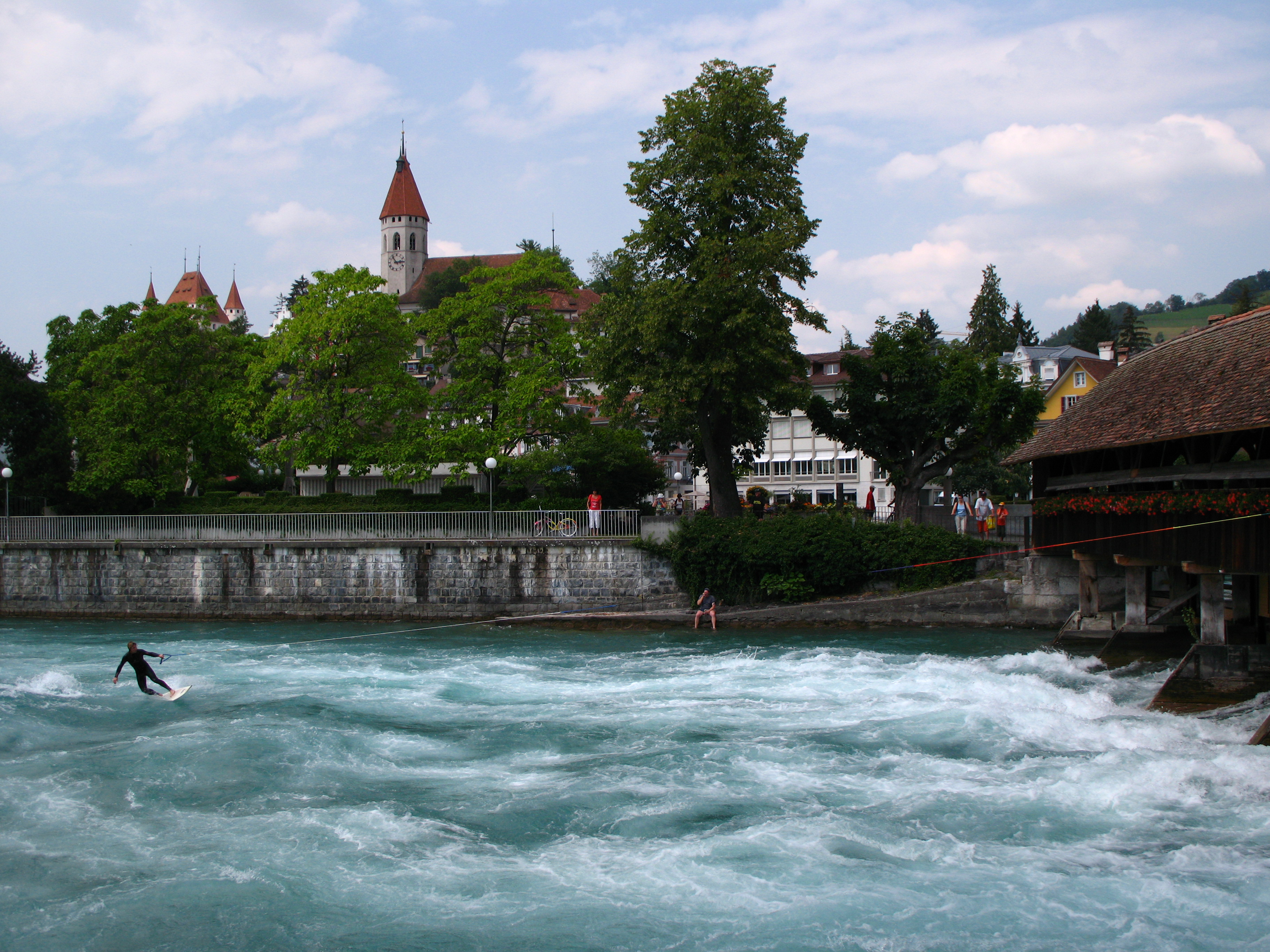
Jízda na vlnách na horním zdymadle v Thunu

Fotbalový klub FC Thun je sportovní vlajkovou lodí města. Klub hrál v letech 2002 až 2008 nejvyšší švýcarskou fotbalovou ligu Super League a v roce 2005 se překvapivě kvalifikoval do Ligy mistrů. Po dvou letech v Challenge League postoupil FC Thun v sezóně 2010/11 zpět do nejvyšší ligy.
Mezi další úspěšné sportovní kluby patří Wacker Thun (muži) a DHB Rotweiss Thun (ženy) v házené, UHC Thun ve florbale a SC Thunerstern v hokeji na kolečkových bruslích. V Thunu působí také klub amerického fotbalu Thun Tigers a různé kluby ledních sportů včetně EHC Thun a EV Bomo Thun.
Tanja Friedenová z Thunu získala na zimních olympijských hrách 2006 v Turíně zlato ve snowboardcrossu. Ernst Fivian z Thunu získal stříbro ve sportovní gymnastice na olympijských hrách v Helsinkách v roce 1952.
V okolí Thunu se v roce 1981 konalo mistrovství světa v orientačním běhu.
Od roku 1997 se v Thunu konají také závody ve volné kanoistice River Jam na zdymadle Scherzligschleuse. Největšími událostmi bylo mistrovství Evropy v roce 2002 a mistrovství světa v kajaku ve volném stylu v roce 2009.
Nejoblíbenějším rekreačním zařízením je v létě jezero, místními přezdívané dr Strämu. Nabízí vyhřívané umělé bazény s padesátimetrovými plaveckými drahami a desetimetrovou skokanskou plošinou. Hned vedle lida se nachází areál tenisového klubu Thun. Oblíbené je také říční koupaliště Schwäbis, kde má koupání v řece Aaře dlouhou tradici.
Důležitou roli v nočním životě Thunu sehrál Selve-Areal, bývalý průmyslový areál, kam se po úpadku společnosti Metallwerke Selve AG na počátku 90. let 20. století nastěhovaly bary, diskotéky a kluby. V roce 2007 musely některé z těchto podniků uvolnit místo nové zástavbě. Kulturní podnik Café Bar Mokka se svými koncertními akcemi je známý i za hranicemi města. Na náměstí Mühleplatz, kde dříve stával mlýn, se usídlily různé kavárny.
Od roku 2021 se v Thunu koná triatlon Ironman Switzerland, který se předtím od roku 1997 každoročně konal v červenci v Curychu a jeho okolí.
Thun bude jedním z pořadatelských měst mistrovství Evropy ve fotbale žen 2025.

## Fotogalerie

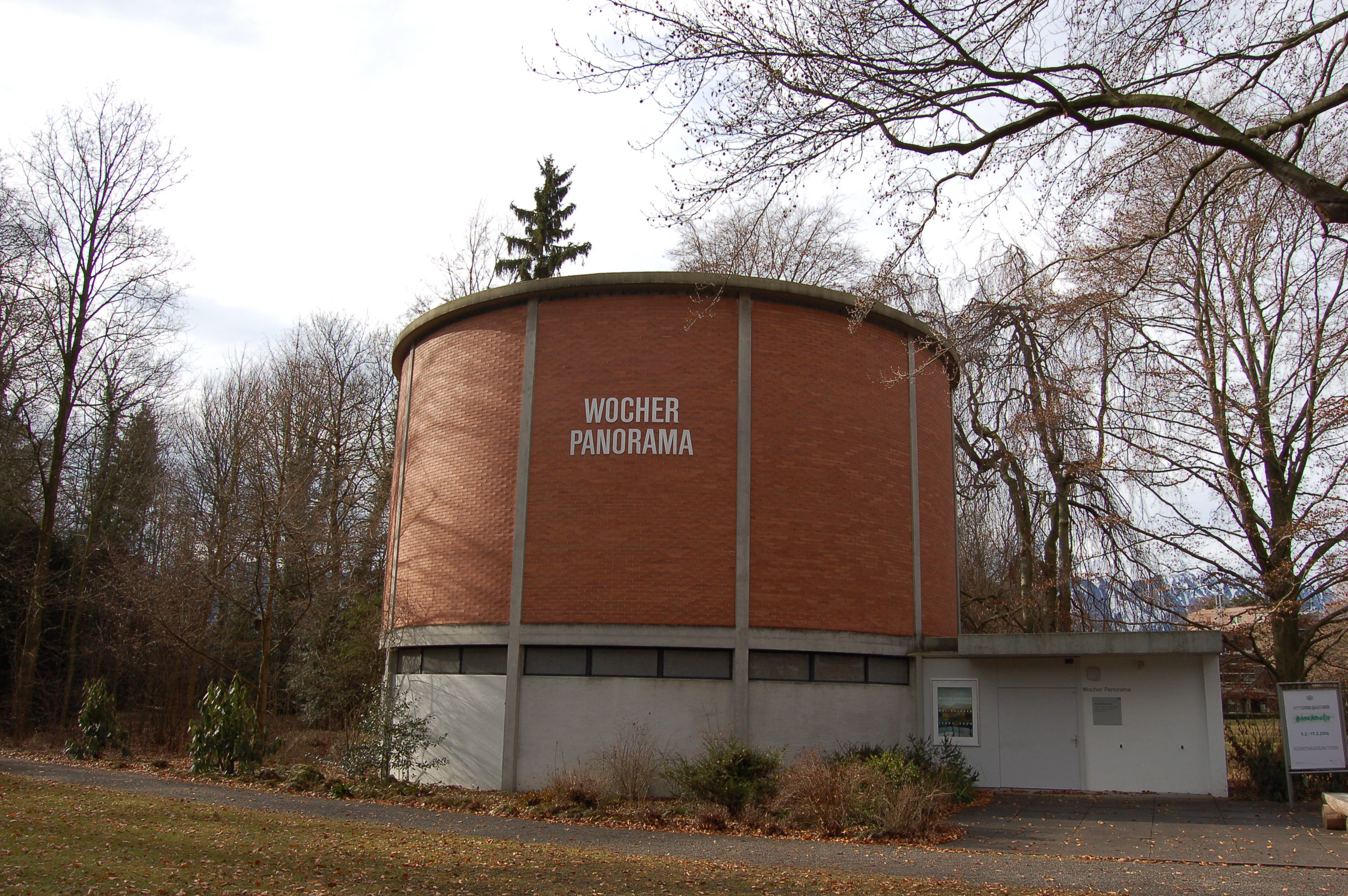
Wocherovo panorama
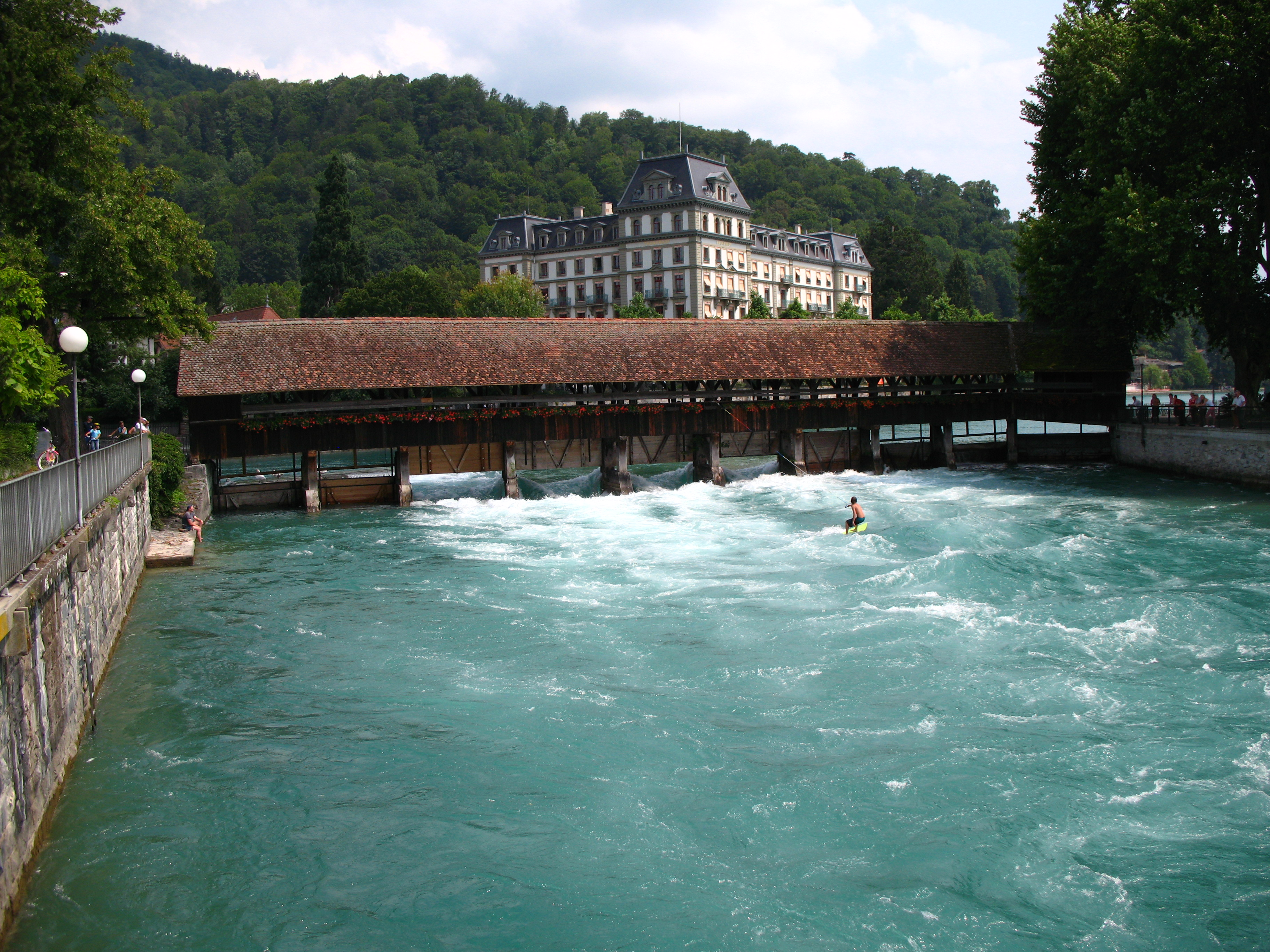
Muzeum umění
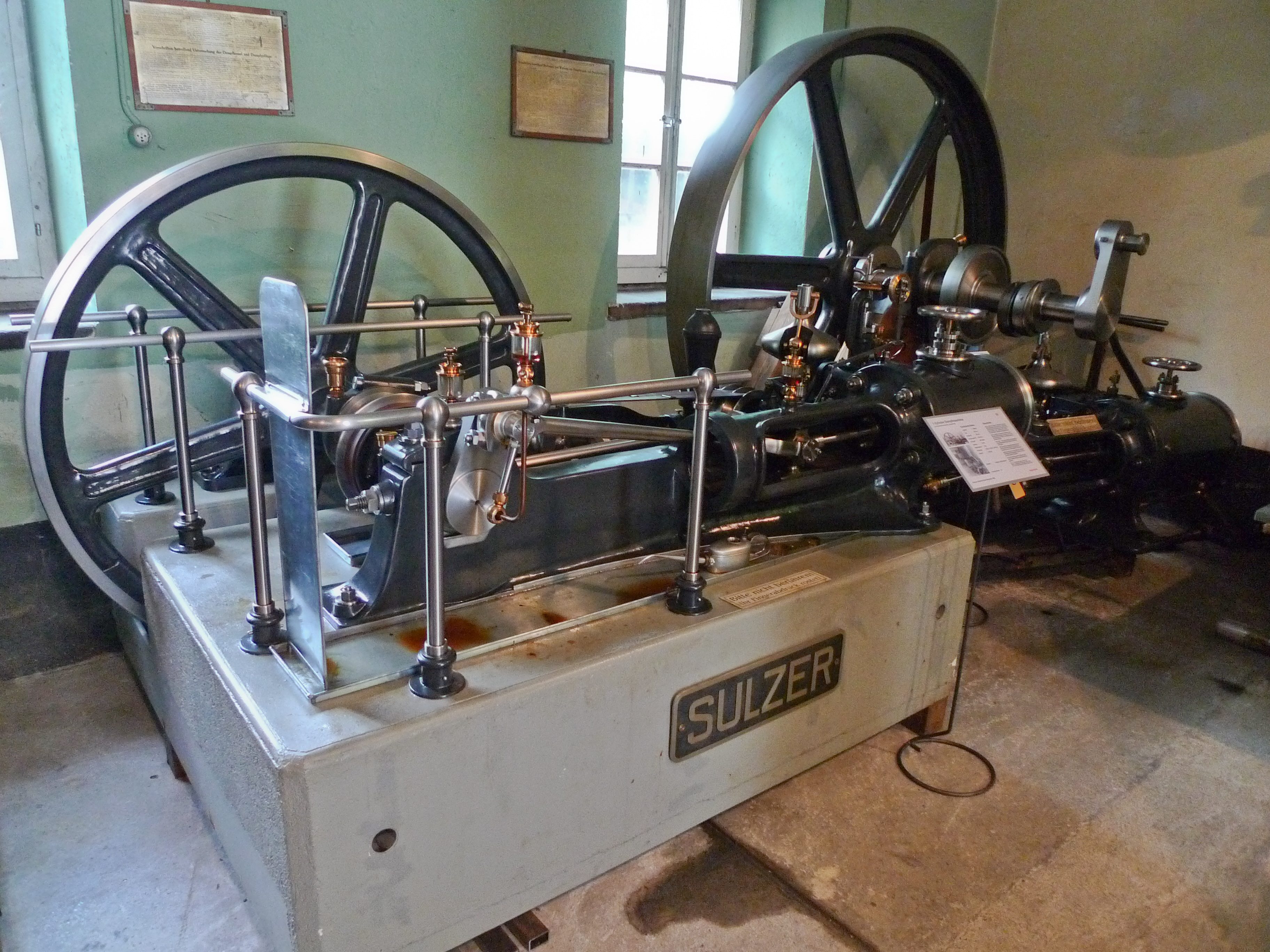
Vaporama
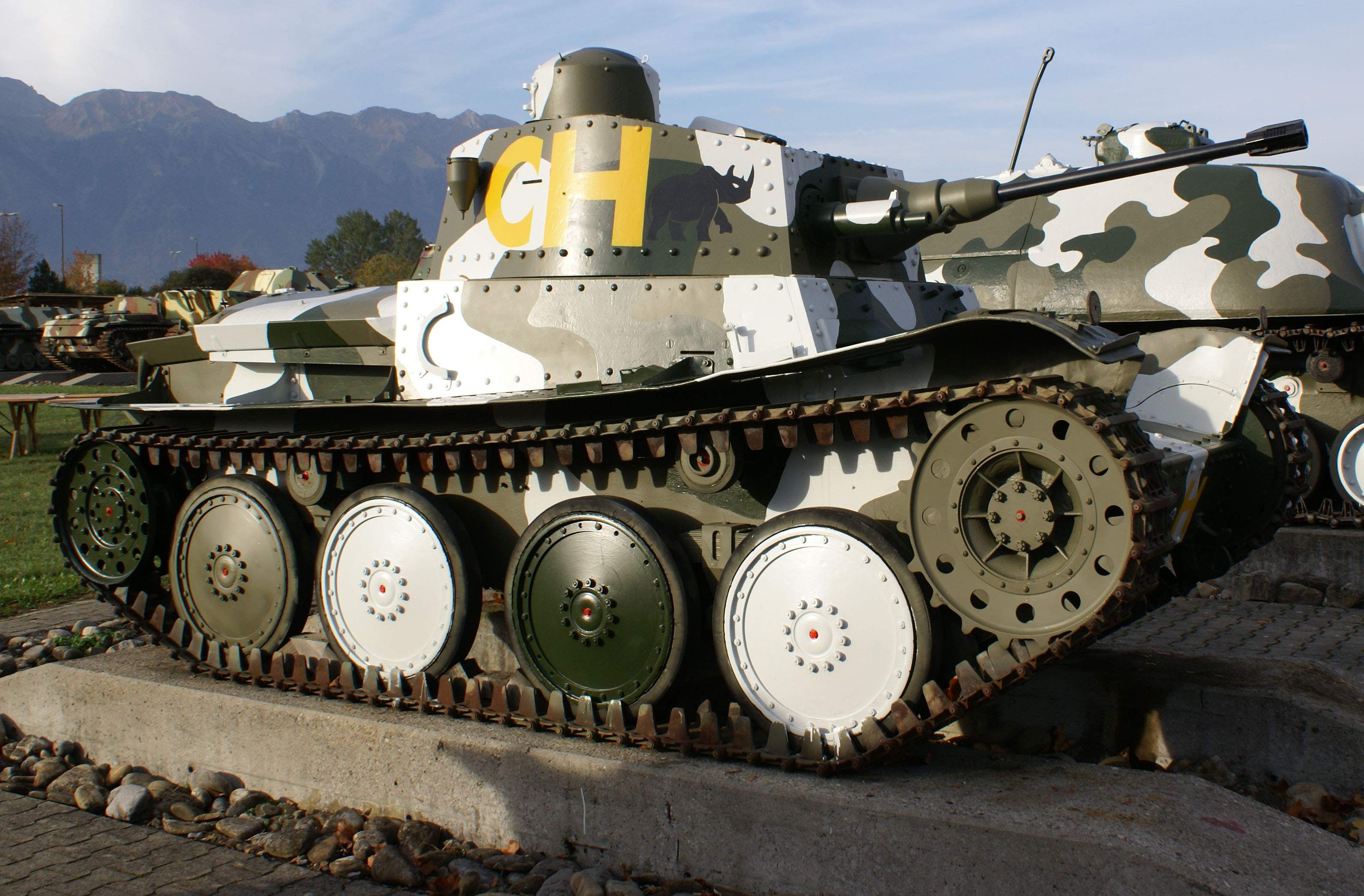
Vojenské muzeum
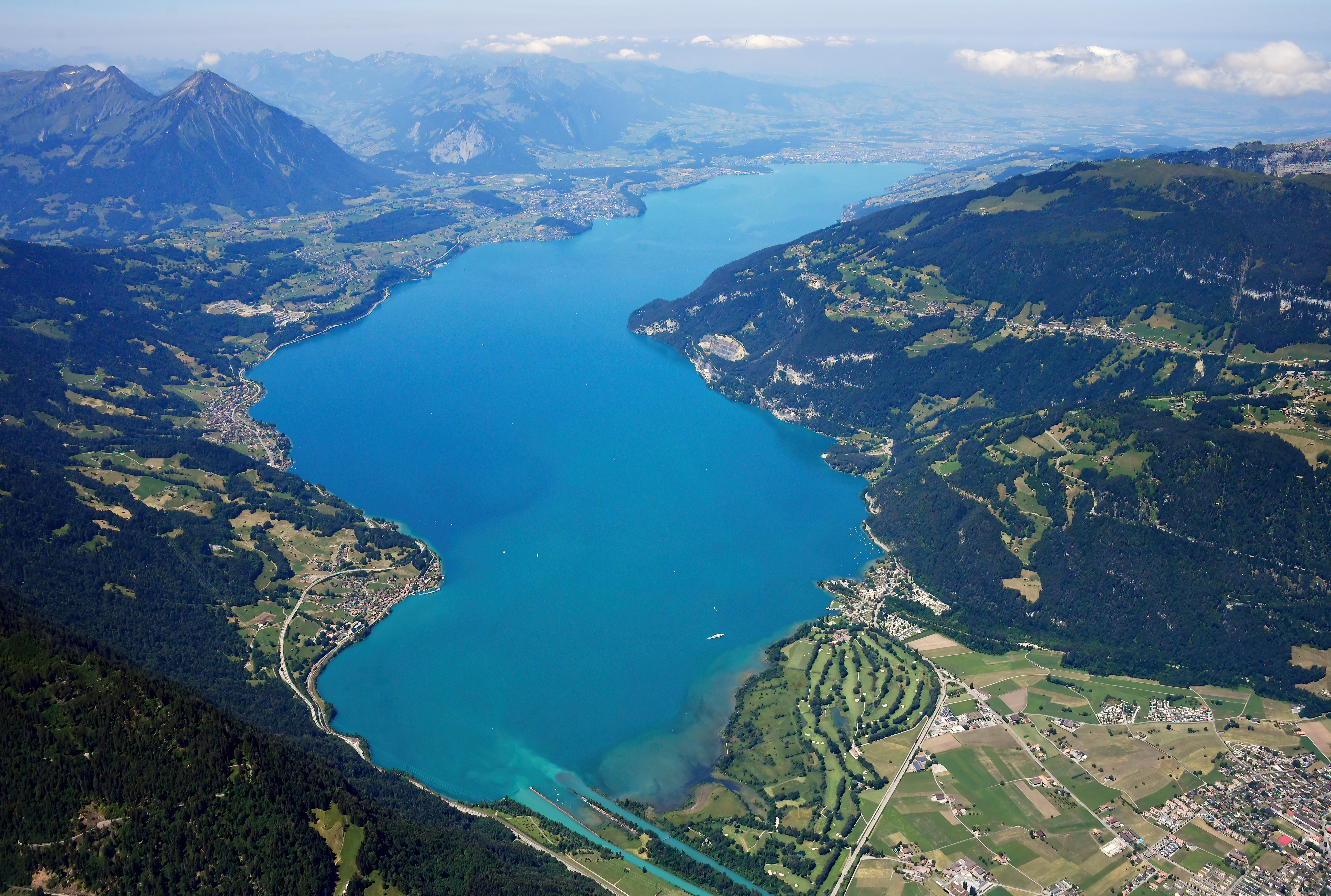
Jezero Thunersee

## Partnerská města
- Gabrovo, Bulharsko (1996–2019)[33]
- Gadjagan, Togo (od 1989)
- Granby, Kanada

### Zähringská města
Úřady, spolky a další skupiny obyvatel tzv. zähringských měst (Zähringerstädte) se vzájemně navštěvují již zhruba třicet let. Kromě Thunu patří do tohoto společenství německá města Freiburg im Breisgau, Villingen-Schwenningen, Neuenburg am Rhein, Bräunlingen, St. Peter im Schwarzwald a Weilheim an der Teck a švýcarská města Bern, Fribourg, Burgdorf, Murten a Rheinfelden.

## Osobnosti
- Lukas Bärfuss (* 1971), spisovatel, dramatik
- Marc Jost (* 1974), politik a teolog
- Jan von Arx (* 1978), hokejista a hokejový trenér